# Adamivka, Pohrebîșce
Adamivka (în ucraineană Адамівка) este o comună în raionul Pohrebîșce, regiunea Vinnița, Ucraina, formată numai din satul de reședință.

## Demografie
Componența lingvistică a satului Adamivka
     Ucraineană (97,87%)
     Rusă (1,82%)
     Alte limbi (0,32%)
Conform recensământului din 2001, majoritatea populației satului Adamivka era vorbitoare de ucraineană (97,87%), existând în minoritate și vorbitori de rusă (1,82%).